# Carmelo Ganci
Carmelo Ganci (Siracusa, 30 luglio 1964 – Castel Morrone, 4 dicembre 1987) è stato un militare italiano, carabiniere dell'Arma dei Carabinieri; insignito della medaglia d'oro al valor militare alla memoria.
Carmelo Ganci è nato a Siracusa il 30 luglio 1964, nel giugno 1963 è stato chiamato alle armi e incorporato nel 48º Battaglione di Fanteria "Ferrara". Dopo soli due mesi, otteneva di transitare nell'Arma dei Carabinieri e di essere ammesso alla frequenza del Corso Allievi nel Battaglione di Iglesias (Ci). Promosso Carabiniere il 7 aprile 1984, veniva designato alla Legione di Napoli per l'impiego nella Stazione di Massa Lucchese (NA), ove operava fino al 26 ottobre 1987, data in cui raggiungeva la sua nuova ed ultima destinazione, la Stazione di Castel Morrone, a poco più di un mese dalla sua morte.
Carmelo Ganci fu ucciso insieme al collega Luciano Pignatelli: i due, in borghese, decisero di inseguire i fautori di una rapina di cui avevano avuto notizia mentre non erano in servizio. I rapinatori aprirono il fuoco contro i due carabinieri che furono entrambi feriti a morte.
Il 4 dicembre 1987 i carabinieri Carmelo Ganci e Luciano Pignatelli, seppur liberi dal servizio, cominciano un inseguimento di un gruppo di banditi, autori di una rapina in un bar di Castel Morrone, in provincia di Caserta. Vengono esplosi diversi colpi di fucile contro Pignatelli, il quale perde il controllo dell'autovettura che frana rovinosamente in una scarpata. In più, secondo quanto emerso dall'inchiesta, approfittando dell'incidente gli autori della rapina scesero dalla loro auto e fecero di nuovo fuoco per essere sicuri di aver ucciso i militari.
Al nome del Carabiniere Carmelo Ganci sono intitolate le caserme sedi delle Stazioni di Canicattini Bagni (SR) e Marigliano (NA). 